# Mysterious Semblance at the Strand of Nightmares
Mysterious Semblance at the Strand of Nightmares è il secondo singolo pubblicato dalla band tedesca di musica elettronica, i Tangerine Dream.

## Tracce
1. Mysterious Semblance at the Strand of Nightmares (except) - 4:30
2. Phaedra (except) - 2:02

## Il singolo
Il singolo consiste in due estratti: il Lato A è occupato da quello del brano Mysterious Semblance at the Strand of Nightmares, mentre il lato B contiene quello di Phaedra.

## Formazione
- Edgar Froese: sintetizzatore, mellotron
- Christopher Franke: sintetizzatore, sequencer
- Peter Baumann: sintetizzatore